# 雷神之锤引擎
雷神之錘引擎（Quake engine，又稱Q1引擎，id Tech 2引擎）是《雷神之錘》一代遊戲的核心。它是第一次實現即時3D的遊戲引擎，而且它是一個基於GPL協議的軟件。它在放出後立即受到廣為歡迎，因為它的關卡設計非常優秀，很多思想都在後續版本《雷神之錘II》和《雷神之錘III》中有體現，它和毀滅戰士引擎一樣使用了二進制分割技術。雷神之錘引擎還使用了被稱為Gouraud着色法的技術用來渲染移動物體，使用靜態地圖光源技術渲染靜止物體。雷神之錘引擎在1999年納入GPL協議，並且在QuakeForge （页面存档备份，存于）上面得到了重生。
该引擎和后继者雷神之锤II引擎一直被视为两个不同的引擎。尽管两者引擎的代码库为不同的GPL版本，它们都被认为是id Tech 2引擎的变种

## 歷史
雷神之锤引擎开发于1995年并专门用于发布于1996年6月22日的游戏雷神之锤。大部分的开发工作都由約翰·卡馬克完成， 而迈克尔·亚伯拉什则在引擎的算法和汇编优化方面提供了帮助。雷神之锤II引擎便是基于此引擎。
约翰·罗梅洛最初将雷神之锤设想为一个发生在完全3D多边形构成的世界的动作游戏，灵感来源于 SEGA-AM2 旗下的 3D 战斗游戏VR战士。该游戏还计划采用受到VR战士影响的第三人称近战功能。然而id Software认为这过于冒险，并且会拖后引擎的开发进度。因为这个项目实在花费太多时间，第三人称近战功能被放弃。

## 衍生引擎
1999年12月21日，id Software的卡馬克發佈了Q1引擎的源代碼（遵循GPL準則），允許程序員修改引擎並且加入新的特性。不久後程序員們就發佈了引擎的不同版本。一部分眾所周知的引擎為：
- GoldSrc引擎 Valve 公司开发的第一款游戏引擎
- DarkPlaces 这是一款经过显著改动的引擎，用于多个独立游戏和Quake模组。最后一个稳定版发布于2014年5月13日。其主页一直托管在lcculus.org，直到2021年被转移到Github上的Git存储库。
- Tenebrae
- Telejano
- Tomaz Quake
- Twilight Engine

關於NetQuake的：
- MHQuake
- QMB
- QuakeForge
- GQ
- Tenebrae2
- ProQuake
- NPRQuake
- CheapHack
- FitzQuake
- NetChild
- Vr2
- TTYQuake
- wmQuake
- NewWolf
- GlQuake For Mac
- D3DQuake
- QBism

關於雷神世界（QuakeWorld）的：
- ezQuake
- FuhQuake
- KrimZoN QuakeWorld Client
- MoreQuakeWorld (MQWCL)
- QuakeForge
- [QuakeWorld Python]
- ZQuake

Dreamcast上面的雷神之鎚：
- Titanium Port
- Bero Port

## 使用Q1引擎的遊戲
- 雷神之錘I（和所有模組）
- HeXen II（和所有模組）

## 外部連結
- Quake引擎代碼 （页面存档备份，存于）

1. ↑  , id Software, 2024-12-17  [2024-12-18], （原始内容存档于2024-12-20）
2. ↑  , id Software, 2024-12-17  [2024-12-18], （原始内容存档于2024-12-04）
3. ↑  . web.archive.org. 2008-09-17  [2024-12-18]. 原始内容存档于2008-09-17.